# Overhead (bedrijfskunde)
De overhead of vaste lasten is het deel van een budget dat een organisatie aan de eigen organisatie besteedt. Het is een maat voor de efficiëntie van een organisatie. Geld dat een organisatie aan zichzelf besteedt, komt niet ten goede aan de doelen van deze organisatie.

## Meerdere definities
Een algemeen geldende definitie van overhead is er niet. Er zijn twee basisdefinities. Sommigen hanteren het onderscheid tussen directe kosten en indirecte kosten. Indirecte kosten gelden dan als overhead. Anderen onderscheiden primaire en secundaire activiteiten, en de secundaire activiteiten zijn dan de overhead. Deze definities overlappen elkaar voor een deel. Zonder een duidelijke definitie is het niet zinvol om te spreken over overheadpercentages.
Er bestaat ook een meer uitgewerkte definitie van overhead: het geheel van functies gericht op sturing en ondersteuning. Dat gaat om:
1. Directie, management en secretariële ondersteuning
2. Personeel en organisatie
3. Informatisering en automatisering
4. Financiën en control
5. Communicatie
6. Logistiek
7. Juridische zaken
8. Facilitaire zaken

## Omvang van de overhead
Bij meting volgens deze definitie blijken de verschillen tussen sectoren en tussen organisaties in dezelfde sector zeer groot te zijn. Dit varieert tussen de circa 12% voor zeer uitvoerende organisaties en ruim 40% voor ministeries.